# Lorax
A Lorax (eredeti cím: Dr. Seuss’ The Lorax) 2012-ben bemutatott egész estés amerikai 3D-s számítógépes animációs film, amely Dr. Seuss regénye alapján készült. Az animációs játékfilm rendezői Chris Renaud és Kyle Balda, producerei Chris Meledandri és Janet Healy. A forgatókönyvet Ken Dauiro és Cinco Paul írta, a zenéjét John Powell szerezte. A mozifilm az Illumination Entertainment gyártásában készült, és az Universal Studios forgalmazásában jelent meg. Magyar változata a UIP-Dunafilm forgalmazásában jelent meg. Műfaját tekintve kalandfilm, filmvígjáték, fantasy film és filmmusical.
Amerikában 2012. március 2-án mutatták be a mozikban, Dr. Seuss születésének 108. évfordulóján.
A film a második számítógépes animációs film Dr. Seuss műveinek adaptációi közül a Horton után, és az első, ami 3D-ben készült. A film egyik producere Chris Meledandri, a Horton és a Gru vezető producere, valamint a film szintén a Gru alkotóinak nevéhez fűződik. A Lorax a harmadik film a Gru és a Hopp után, amit a Universal Studios és az Illumination Entertainment  közösen készített.
A filmet megelőzően 1972-ben, ugyancsak a könyv alapján, készült egy rövid animációs-zenés televíziós különkiadás is.
A történet szerint egy Ted nevű kisfiú meglátogatja Valahászt (az eredeti változatban: Once-ler), aki mesél neki a legendás Lorax kalandjairól. A filmben Ted eredeti hangját Zac Efron, Valahászét Ed Helms, Loraxnak pedig Danny DeVito kölcsönzi. Mint ahogy korábban Dr. Seuss többi művét, az alkotóknak a Loraxot is jelentősen ki kellett egészíteniük, hogy egész estés film legyen belőle. Új szereplőként tűnik fel a filmben Audrey, Ted szerelme, aki az eredeti változatban Taylor Swift hangján szólal meg, Aloysius O’Hare, Rob Riggle hangján és Norma Nagymama Betty White hangján.
Magyarországon eredetileg 2012. március 15-én mutatták volna be a mozikban, a premierjét azonban később eltolták október 18-ra. Ezt a filmet szinkronizálta halála előtt utoljára Hollósi Frigyes.

## Cselekmény
|  | Alább a cselekmény részletei következnek! |

A történet középpontjában egy tizenkét éves idealista fiú, Ted Wiggins áll, aki egy teljesen mesterséges városban, „Amkell falván” él: itt minden műanyagból, fémből vagy szintetikus anyagokból készült, csak éppen nincs semmi természetes, mert a valódi természet már rég kiveszett. Az emberek mégis boldogan élnek ezen a helyen, hiszen megvan mindenük, ami csak kell. Ted gyógyíthatatlanul szerelmes a szomszédjában lakó lányba, Audrey-ba, aki a valódi, élő fákról álmodozik. Szerinte régen még mindenfelé ilyenek nőttek, egyenesen a földből, selymes, puha leveleik voltak és csodálatos illatuk. Amikor Ted tudomására jut, hogy Audrey legnagyobb vágya, hogy lásson egy igazi fát, és hogy bármit megtenne annak, aki hozna egyet, minden idejét kutatással tölti. Öreg és kissé habókos nagymamája látja el tanáccsal: meg kell találnia Valahászt, aki a városon kívül él, ő az egyetlen, aki tudja, mi történt a fákkal. Így hát Ted elindul, és elsőként hagyja el Amkell falva határát, amelyen kívül egy kiszáradt, sötét sivatag terül el.
Ted távozása és érdeklődése a fák iránt azonban cseppet sem tetszik a város dúsgazdag polgármesterének, Mr. O’Hare-nek, aki hatalmas vagyonra tett szert, miután sikerült palackoznia az oxigént, amelyet minden ember felvásárol a városban a szennyezett levegő miatt. Mr. O’Hare tisztában van vele, hogy ha valakinek sikerülne találnia egy igazi fát, akkor az ő vállalkozása tönkremenne, hiszen a fák fotoszintézissel állítják elő a levegőt, amiért senkinek sem kell fizetnie. Éppen ezért minden erejével próbálja megakadályozni, hogy Ted elhagyhassa a várost.
Valahász egy zsémbes, mogorva öregember, aki jó messzire lakik a várostól, egy rozoga kunyhóban. Nem szereti, ha megzavarják a magányában, ezért a házát és annak környékét csapdákkal szereli fel, hogy elriassza a betolakodókat. Eleinte Tedet is el akarja zavarni, ám látva a fiú kitartását és érdeklődését a fák iránt, mégis rászánja magát, hogy elmondja, miért tűnt el egykor az összes fa.
Valahász elmeséli élete történetét: egykoron, amikor még fiatal volt, elindult az otthonából, hogy megváltsa a világot zseniális találmányával, az Amkellel. Az Amkell egy különleges anyagból készült pamut, amelyet Valahász szerint ezer dologra fel lehet használni. Hosszú sikertelen utazás után végül megtalálja azt a helyet, amelyet keres: egy gyönyörű, különleges Pompamacs fákkal teli erdőt, amely egy völgyben húzódik meg. Valahász letáborozik ezen a helyen, ahol az erdő állatai igencsak megkedvelik (különösen dalos természete miatt, és amiért pillecukrot ad nekik enni), ám neki más tervei vannak: a Pompamacs fák lombjaiból akarja elkészíteni a találmányát, ezért fejszét ragad, hogy kivághassa a fákat. Arról azonban sejtelme sincs, hogy az erdő fáit egy rejtélyes lény védelmezi, aki olyan öreg, mint maga az idő: a legendás (és szerinte kissé idegesítő) Lorax. Lorax egy apró termetű, szőrös, narancssárga lény, aki a fák nevében beszél. Nem tetszik neki, hogy Valahász ki akarja vágni a fákat, szerinte az idegen veszélyt jelent az erdőre, ezért távozásra akarja bírni. Valahásznak azonban esze ágában sincs elmenni, ezért összetűzésbe kerül Loraxszal, aki megpróbál mindenféle trükköt bevetni, hogy elkergesse a hívatlan vendéget. Végül Valahásznak sikerül megegyeznie a szőrös kis lénnyel: megfogadja, hogy nem fog több fát kivágni, helyette inkább leszedi a fák leveleit, hogy elkészíthesse a találmányát, amibe Lorax némileg belenyugszik, de igyekszik betartatni Valahásszal a neki tett ígéretét.
Valahász a városban próbálja eladni az ő Amkelljét, ám kezdetben nem jár túl sok sikerrel; végül feladja a próbálkozásait, s dühösen elhajítja kudarcot vallott találmányát – ami véletlenül egy lány fején ragad, amit az emberek egy vadonatúj, menő kalapnak néznek, és hirtelen felismerik az Amkell zsenialitását. Hamarosan az erdőt éljenző tömegek özönlik el, akik mind magasztalják Valahász találmányát, és egytől egyig akarnak egyet. Valahász felhívja a családtagjait, akik nemsokára meg is érkeznek, és látogatásuk alaposan felforgatja az erdő nyugalmát.
A kapzsi és lusta rokonok azonban meggyőzik őt, hogy sokkal hatékonyabb módszerrel fejleszthetné a vállalkozását, ha kivágná a fákat, így hát tömeges fakitermelésbe kezdenek. Ahogy gyarapodik a vállalkozás, Valahász úgy válik egyre arrogánsabbá, és elfelejti, mit ígért egykor Loraxnak. Kivágatja az erdő valamennyi fáját, a helyükbe pedig hatalmas gyárakat épít, ezzel nemcsak a fákat, de az állatok otthonát is elpusztítja.
Lorax megpróbálja figyelmeztetni, hogy rossz az, amit csinál, de Valahász nem hallgat rá, még nagyobbá akarja tenni a vállalatát, és nem hagyja, hogy ebben bármi is megakadályozza. Amikor azonban kivágatja a legutolsó Pompamacs fát is, akkor döbben rá tetteinek szörnyű következményeire. Azzal, hogy kivágta az összes fát, lakhatatlanná tette a vidéket, hiszen fák nélkül a levegő sokkal szennyezettebbé válik.
Ekkor jön rá arra Aloysius O’Hare, a fiatal lángelme, hogy eladhatná az embereknek a friss levegőt, s ezzel az időközben megalapult Amkell falva városának élére kerül. Valahász vállalkozása becsődöl, fák nélkül nem tud többet pamutot készíteni, így a családja is elhagyja. Az állatok kénytelenek elköltözni a vidékről, hogy új otthont találjanak maguknak, Lorax pedig szomorúan távozik a Föld színéről a felhők közé. Csupán egyetlen szót hagy hátra Valahásznak utolsó napján: „Hacsak.”
Ted végighallgatva a történetet, megérti végre, miért képviselt nagy jelentőséget egykor az összes fa. Valahász elmondja neki, hogy sokáig nem értette, mit jelent az, amit Lorax mondott neki, de most végre rájött, hogy a szó mibenléte valójában Tedben rejlik. És ekkor felidézi a film egyik legfontosabb és legbölcsebb mondatát: „Hacsak valaki nem tesz az ügyért, komám, akkor semmi sem fog megjavulni. De nem ám!” Majd odaadja Tednek az utolsó Pompamacs fa magját, és arra kéri a fiút, ültesse el a város közepén, ahol mindenki látja, és győzze meg az embereket, hogy még mindig nem késő megváltoztatniuk a dolgokat. Ted büszkén vállalja fel a küldetést, amit Valahász rábíz, és megígéri neki, hogy nem fogja cserben hagyni.
Visszatérve Amkell falvára, Ted igyekszik megfelelően gondoskodni a magról, ám Mr. O’Hare tudomást szerez róla, és az embereivel együtt próbálja megszerezni Tedtől és elpusztítani. Annak érdekében, hogy megmentsék a magot, Ted és családja, valamint Audrey mentőakcióba lendülnek, hogy eljuttassák a város főterére, és elültessék. Így Ted, Audrey és Norma Nagymama Ted sugárhajtású robogójával a főtér felé veszik az irányt, míg Ted anyja hátramarad, hogy feltartóztassa O’Hare-t és embereit. Egy hosszú üldözés után a kis csapat végül eljut a főtérre, Mr. O’Hare azonban ellenük fordítja a városlakókat, elhitetvén velük, hogy a fák veszélyesek rájuk, és hogy Ted felbolygatná velük a város nyugalmát.
Tednek azonban támad egy ötlete: bepattan egy dömperbe, amivel ledönti a város körül húzódó fémfalat, megmutatván ezzel a többieknek, milyen nyomorúságos is az élet a városon kívül. Ted szónoklata meggyőzi az embereket arról, hogy itt az ideje megváltoztatniuk a dolgok menetét, és ezzel az egy maggal újrakezdhetnek mindent. Az emberek valamennyien a mag elültetése mellett döntenek, ellentétben Mr. O’Hare-rel, akit így elkergetnek a városból. Közösen ültetik el a magot a főtéren, Audrey pedig hálából ad egy csókot Tednek az arcára. Az ünneplő tömegek hallatára Valahász végre előbújik a kunyhójából, és az ég felé tekintve boldogan így szól: „Köszönöm, Ted!”
Nemsokára abból az egyetlen kis magból egy apró facsemete lesz, majd több tucat is növekedni kezd a földből, amelyeket Valahász gondoz. Idővel az állatok egyenként visszatérnek a vidékre, és Lorax is, aki megdicséri Valahászt, amiért sikerült helyrehoznia a hibáját. Boldog, hogy viszontláthatja régi barátját, akinek a szíve most már teljesen megbékélt.
|  | Itt a vége a cselekmény részletezésének! |

## Szereplők
| Ted Wiggins                                                                 | Zac Efron | Molnár Levente                                     |
| Ted Wiggins                                                                 | A történet főszereplője, egy tizenkét éves fiú, aki mindennél jobban meg akarja hódítani álmai hölgyét, de ehhez fel kell kutatnia a fák és a legendás Lorax történetét. |                                                    |
| Valahász                                                                    | Ed Helms | Bereczki Zoltán (fiatalon) Reviczky Gábor (idősen) |
| Valahász                                                                    | Részben a mesélő szerepét tölti be. Egykor őmiatta tűnt el az összes élő fa, és most Ted segítségére van szüksége, hogy helyrehozza a hibáját.                           |                                                    |
| Lorax                                                                       | Danny DeVito | Hollósi Frigyes                                    |
| Lorax                                                                       | A címszereplő, a mogorva, mégis szeretni való Lorax, a fák és az erdő védelmezője.                                                                                       |                                                    |
| Audrey                                                                      | Taylor Swift | Kardos Eszter                                      |
| Audrey                                                                      | Ted szerelmi vonzalmának tárgya, akinek legnagyobb vágya, hogy lásson egy igazi fát.                                                                                     |                                                    |
| Aloysius O’Hare                                                             | Rob Riggle | Besenczi Árpád                                     |
| Aloysius O’Hare                                                             | Amkell falva polgármestere és az „O’Hare Lég” cég tulajdonosa, a film negatív szereplője.                                                                                |                                                    |
| Norma Nagymama                                                              | Betty White | Halász Aranka                                      |
| Norma Nagymama                                                              | Ted energikus nagymamája. |                                                    |
| Mrs. Wiggins                                                                | Jenny Slate | Für Anikó                                          |
| Mrs. Wiggins                                                                | Ted kissé szórakozott édesanyja. |                                                    |
| Valahász anyja                                                              | Nasim Pedrad | Vándor Éva                                         |
| Valahász anyja                                                              | Valahász kapzsi és fukar édesanyja. |                                                    |
| Grizelda néni                                                               | Elmarie Wendel | Némedi Mari                                        |
| Grizelda néni                                                               | Valahász nagynénje, akit Lorax férfinak néz. |                                                    |
| Ubb bácsi                                                                   | Stephen Tobolowsky | Kerekes József                                     |
| Ubb bácsi                                                                   | Valahász nagybátyja. |                                                    |
| Brett és Chet                                                               | Danny Cooksey | Elek Ferenc Háda János                             |
| Brett és Chet                                                               | Valahász fivérei. |                                                    |
| További magyar hangok: Csuha Lajos, Galambos Péter, Szabó Máté, Varga Rókus | |                                                    |

## Háttér
A film elkészítését 2009 júliusában jelentették be, az eredetei Dr. Seuss-mű alapján az Illumination Entertainment készíti a Universal Sudios forgalmazásában. 2010-ben bejelentették, hogy a címszereplőnek, Loraxnak Danny Devito fogja kölcsönözni a hangját. A film legelső előzetese 2011 novemberében jelent meg.
A filmet Chris Renaud és Kyle Balda közösen rendezte, a forgatókönyvét pedig Ken Dauiro és Cinco Paul párosa írta, akik már a Blue Sky Studios Hortonjában is közreműködtek íróként. A film exkluzív producere Audrey Geisel, Seuss felesége  Chris Meledandrival együtt, aki a Seuss, valamint az Illumination Entertainment animációs filmekben egyaránt otthon van; ő volt a producere mindhárom filmnek, amit készítettek.
A film mondanivalója, hogy vigyázzunk tudatosabban a környezetünkre, ezért a Universal egy környezetvédelmi üzenetet tett közzé a film honlapján, amely olyan sikeres lett, hogy Brooklynban egy környezetvédésre felhívó petíciót indított el, Change.org címmel.

## Megjelenés
Az Egyesült Államokban 2012. március 2-án mutatták be a filmet, míg az Egyesült Királyságban július 27-étől vetítették a mozikban. Magyarországon az eredetileg betervezett bemutató helyett a premiert hat hónappal eltolták a besorolás miatt. 
Amerikában a film augusztus 7-én jelent meg DVD- és Blu-ray-kiadásban, amelyen az eredeti film mellett három új rövidfilm is megjelent.
Hazánkban a filmet a UIP Dunafilm forgalmazza, a bemutatóra pedig csak október 18-án került sor.

### Kritikai fogadtatás
A film többnyire vegyes értékeléseket kapott a kritikusoktól: egyes kritikák szerint a film inkább a marketing felé húzódik, és elveszti a könyv eredeti üzenetét. A film 56%-kal teljesített a Rotten Tomatoes értékelési listáján, 118 vélemény után végül 6,1-es pontszámot ért el a 10-ből. A kritikai konszenzus szerint „Dr. Seuss Loraxa aranyos és elég vicces, de könyv egyszerűségének szelleme elvész az őrült hollywoodi termelési értékekben.”  A Metacritic 47 pontra értékelte a filmet, és 28 vélemény után kijelentették: „véleményük a filmről vegyes vagy átlagos”.
A New York magazin filmkritikusa David Edelstein az All Things Considered-ban  határozottan ellenezte a filmet, azzal érvelve, hogy a hollywoodi animáció és az írott képletek elmossák az eredeti könyv szellemének lényegét. „Ez a fajta 3D-s egész estés animációs film teljesen rossz erre az anyagra” – írja. Jól rámutat, hogy a könyv szövegét hogyan használták fel a filmben a mai modern kulturális stílusokra. 
Egyesek konzervatívan bírálták a filmet, a Lorax egy erős környezetvédő üzenet. Lou Dobbs, a Lou Dobbs Tonight házigazdája a Fox Busneiss Network-nak azt nyilatkozta: „alattomos ostobaság Hollywoodból”, és azzal vádolta: „Hollywood ezt próbálja belesulykolni a gyerekekbe.”

### Bevételek
A film összesen 214 030 500 dolláros bevételt hozott Észak-Amerikában, míg más országokban 110 580 906 dollárt, 2012. július 26-ától pedig világszerte 324 611 406 dolláros bevétele lett.
A film Észak-Amerikában hozta a legtöbb bevételt, 17,5 millió dollárt hozott a megnyitó napján (2012. március 2-án, pénteken). A hétvégén elérte a 70,2 millió dollárt, így röviden átvette a vezetést a többi filmmel szemben. Ez volt a legnagyobb bevétele az Illumination Entertainment filmjeinek és az összes Dr. Seuss-adaptáció alapján készülteknek, valamint a második legnagyobb környezetvédő film. A Lorax a harmadik legjobb márciusban debütáló filmek egyike lett, valamint a nyolcadik minden idők legjobb animációs filmje. A film továbbra is az első helyen végzett a következő hétvégén is, 45%-kal csökkentve a 38,8 millió dolláros bevételt, és megverte az országosan bemutatott mozifilmeket, beleértve a Disney John Carterét is, amely a második helyen végzett. 2012. április 11-én a Lorax lett a legelső animációs film a már egy éve bemutatott, Észak-Amerikában több mint 200 millió dollárt hozó Aranyhaj és a nagy gubanc óta.
2012. május 6-án meghaladta a Horton bevételeit, s a legtöbb bevételt hozó Dr. Seuss animációs film lett, A Grincs mögött.

## Filmzene
Az összes szám szerzője John Powell. 
| 1.    | Ted, Audrey and the Trees                              | 2:36 |
| 2.    | Granny to the Edge                                     | 2:33 |
| 3.    | Wasteland                                              | 2:17 |
| 4.    | Truffula Valley Fantasy (feat. The Lorax Humming Fish) | 5:00 |
| 5.    | Onceler & Lorax Meet                                   | 2:35 |
| 6.    | O’Hare Warns Ted                                       | 3:21 |
| 7.    | The River Bed                                          | 4:03 |
| 8.    | Houseguests                                            | 3:12 |
| 9.    | Valley Exodus                                          | 4:54 |
| 10.   | The Last Seed                                          | 4:54 |
| 11.   | Thneedville Chase                                      | 5:04 |
| 12.   | At the Park                                            | 3:12 |
| 13.   | Funeral For a Tree                                     | 2:10 |
| 45:51 |                                                        |      |

Az összes szám szerzője John Powell és Cinco Paul. 
| 1.    | Let It Grow (Celebrate the World)                | Ester Dean | 3:39 |
| 2.    | Thneedville                                      | Fletcher Sheridan, Antonio Sol, Beth Anderson, Oliver Powell, Edie Lehmann Boddicker, Missi Hale és Rob Riggle          | 2:44 |
| 3.    | This is the Place                                | Ed Helms | 2:24 |
| 4.    | Everybody Needs a Thneed                         | Ed Helms, Randy Crenshaw, Fletcher Sheridan, Edie Lehmann Boddicker, Monique Donnelly, Ty Taylor és The 88              | 1:31 |
| 5.    | How Bad Can I Be?                                | Ed Helms, Kool Kojak | 2:52 |
| 6.    | Let It Grow                                      | Fletcher Sheridan, Dan Navarro, Edie Lehmann Boddicker, Jenny Slate, Claira Titman, Betty White, Rob Riggle és Ed Helms | 3:17 |
| 7.    | Let It Grow Gospel Ending (Original Demo)        | Jenny Slate | 0:52 |
| 8.    | Thneedville (Original Demo)                      | Fletcher Sheridan | 3:58 |
| 9.    | The Once-ler's Traveling Madness (Original Demo) | Ed Helms | 1:35 |
| 10.   | I Love Nature (Original Demo)                    | Randy Crenshaw | 2:43 |
| 11.   | You Need a Thneed (Original Demo)                | Keith Slettedahl & The 88 (feat. Antonio Sol, Fletcher Sheridan és Taylor Graves)                                       | 1:32 |
| 12.   | Nobody Needs a Thneed (Original Demo)            | Fletcher Sheridan and Randy Crenshaw                                                                                    | 1:52 |
| 13.   | Biggering (Original Demo)                        | Gabriel Mann, Randy Crenshaw és The 88                                                                                  | 5:01 |
| 34:00 |                                                  | |      |

## Érdekességek
- Ted karakterét Dr. Seussról nevezték el (akinek az igazi neve Theodor Seuss Geisel), Audrey pedig Seuss felesége, Audrey Geisel után kapta a nevét.
- A Lorax az első Dr. Seuss műve alapján készült film, amelyet 3D-ben vetítettek a mozikban, és mivel a film nagyrészt a fákról szól, Amerikában erre viccesen utalva IMAX Tree-D-ben is vetítették.
- A dal, amit a Lorax eredeti hivatalos előzetesében hallhatunk, a „Light and Day”, a The Polyphonic Spree zenekar száma. A további előzetesekben hallhatjuk még a „Campus” című számot a Vampire Weekend-től és a  Q-Factory előadásában a „Quest for Glory”-t.
- A premierrel egybekötve az IHOP (International House of Pancakes) Amerikában egy Dr. Seuss-témájú reggeli menüt vezetett be, és meghirdetett egy versenyt: minden fogyasztás után egy ajándék elültethető famagot tartalmazó lapot lehetett kapni, amely arra szolgált, hogy a gyerekek figyelmét is felhívja a környezetük megóvására.
- A film elején az Illumination Entertainment logójánál a Gruból két minyont láthatunk, akik megpróbálnak láncfűrésszel kivágni egy Pompamacs fát. Az Entertaiment logója a Gru óta a minyonok lettek; már a Hopp elején is feltűnnek egy húsvéti kosárral és nyuszifülekkel.
- A filmben szintén megfigyelhető a Gruból egy minyon plüssjáték Ted szobájában, amikor a nagymamája elmondja neki, mi kell ahhoz, hogy meglátogassa Valahászt.
- Ez a harmadik Dr. Seuss-film, amely PG (korhatár nélküli) besorolást kapott A macska – Le a kalappal! után, és az első animációs film, amelyet besoroltak.
- Danny DeVito az eredeti angol hang mellett négy különböző nyelven (spanyolul, olaszul, németül és oroszul) is szinkronizálta a karakterét.[12]
- A könyvben Lorax először abból a fatönkből jön ki, amelyet Valahász kivág, a filmben azonban Valahász nem látja, hogy Lorax hogyan jelenik meg, amíg az egyik zümmögő hal meg nem kopogtatja a tönköt. Egy régi angol babona szerint, ha valaki az erdőben kivág egy fát, előbb engedélyt kell kérnie a természet szellemétől, és meg kell ígérnie, hogy a kivágott fa helyébe később ültetni fog egy magot. Amikor az ifjú Valahász kivágja az első fát, nem tartja be a természet törvényét; valószínűleg az alkotók a fa kopogtatásával azt akarták szimbolizálni, hogy ezzel idézi meg Loraxot, aki bizonyos értelemben a természet szelleme.

## Fordítás
- Ez a szócikk részben vagy egészben  a   The Lorax (film) című angol Wikipédia-szócikk fordításán alapul.  Az eredeti cikk szerkesztőit annak laptörténete sorolja fel. Ez a jelzés csupán a megfogalmazás eredetét és a szerzői jogokat jelzi, nem szolgál a cikkben szereplő információk forrásmegjelöléseként.
- Ez a szócikk részben vagy egészben  a   The Lorax (soundtrack) című angol Wikipédia-szócikk fordításán alapul.  Az eredeti cikk szerkesztőit annak laptörténete sorolja fel. Ez a jelzés csupán a megfogalmazás eredetét és a szerzői jogokat jelzi, nem szolgál a cikkben szereplő információk forrásmegjelöléseként.